# Otagoa chathamensis
Otagoa chathamensis är en spindelart som beskrevs av Forster 1970. Otagoa chathamensis ingår i släktet Otagoa och familjen Desidae. Inga underarter finns listade i Catalogue of Life.